# IOS 6

iOS 6 — шестой основной выпуск мобильной операционной системы iOS, разработанный Apple Inc и являющийся преемником iOS 5. Об этом было объявлено на Всемирной конференции разработчиков компании 11 июня 2012 года, а выпуск состоялся 19 сентября 2012 года на смену iOS 7 пришла 18 сентября 2013 года.
В iOS 6 добавлено новое приложение Apple Maps, заменяющее Google Maps в качестве картографической службы по умолчанию для операционной системы; специальное приложение «Подкасты» в качестве центрального места для подкастов; и приложение Passbook для управления различными типами билетов, посадочных талонов, купонов и карт лояльности. App Store претерпел визуальную переработку, в результате чего появилось карточное расположение приложений, а также были изменены алгоритмы поиска. Facebook был интегрирован в операционную систему, включая сообщения о состоянии, такие как кнопки, а также синхронизацию контактов и событий с несколькими приложениями Apple. Новые элементы управления конфиденциальностью предоставляют пользователям более подробные разрешения для приложений, а также возможность блокировать таргетированную рекламу. Siri была добавлена к большему количеству устройств и дополнена дополнительными функциями, включая возможность бронировать столик в ресторане, запускать приложения, получать обзоры фильмов и спортивную статистику, а также читать элементы из Центра уведомлений.
Восприятие iOS 6 было в целом положительным. Критики отметили, что операционная система не предлагала каких-либо значительных улучшений скорости или серьезных переработанных элементов, а вместо этого сосредоточилась на усовершенствованиях, при этом все согласны с тем, что Apple «не пересматривает вещи ради этого».«iOS 6 не «полностью изменила то, как вы используете свое устройство», но «каждая из настроек упростит многие повседневные действия со смартфоном по всем направлениям», и критики отметили, что усовершенствование «чего-то, что уже работает очень хорошо» «что-то, чему другие компании могли бы подражать».
Однако выпуск Apple Maps вызвал крайне негативную критику из-за неточных или неполных данных. Эти проблемы вызвали открытое письмо с извинениями от генерального директора Apple Тима Кука и сыграли роль в увольнении Скотта Форстолла из компании, который руководил разработкой iOS с момента её основания.
Последняя версия iOS, в интерфейсе которой широко использовался скевоморфизм.

## Нововведения
Новая операционная система, в отличие от своего предшественника, включает в себя более 200 нововведений, в частности новый картографический сервис от Apple, небольшие изменения в оформлении приложений Телефон и Музыка, появилось новое приложение Passbook для хранения банковских карт и других документов. Немного изменилась гамма клавиатуры набора номера: с темной на белую. Приложение YouTube больше не является стандартным. Улучшена стабильность и скорость работы системы.

## Поддерживаемые устройства
iOS 6 поддерживается на следующих мобильных устройствах:
| iPhone                                         | iPad                                   | iPod touch                    |
| ---------------------------------------------- | -------------------------------------- | ----------------------------- |
| - iPhone 3GS - iPhone 4 - iPhone 4s - iPhone 5 | - iPad 2 - iPad 3 - iPad mini - iPad 4 | - iPod touch 4 - iPod touch 5 |

## Хронология версий iOS 6
- Представление iOS 6 beta на WWDC 2012 — 12 июня 2012 года.
- Представление iOS 6 Golden Master в Yerba Buena Center — 12 сентября 2012 года.
- 6.0 (build 10A403, 10A405, 10A406, 10A407) — 19 сентября 2012 года. Включают более 200 нововведений, в том числе карты от Google заменены на карты собственного производства, изменены цветовые гаммы приложений Телефон и Музыка, добавлено приложение Passbook, а клиент YouTube удален и доступен в App Store. Операционная система претерпела как значительные, так и не совсем заметные косметические изменения, например, гамма клавиатуры набора номера изменилась с темной на белую.
- 6.0.1 (9B206) — 29 октября 2012 года. Исправлена ошибка, препятствовавшая установке устройством iPhone 5 обновлений ПО. Исправлена ошибка, которая могла приводить к отображению горизонтальных линий поверх клавиатуры. Устранена проблема, которая могла приводить к отказам в работе вспышки камеры. Повышен уровень надежности работы iPhone 5 и iPod touch (5 поколения) при подключении к зашифрованным сетям Wi-Fi WPA2. Устранена проблема, в некоторых случаях препятствовавшая использованию устройством iPhone сотовых сетей. Представлен единый переключатель «Сотовые данные» для iTunes Match. Исправлена ошибка с защитой паролем, которая в отдельных случаях могла приводить к предоставлению доступа к информации карт Passbook с заблокированного экрана. Исправлена ошибка, влиявшая на функциональность собраний Exchange.
- 6.0.2 (10A550, 10A551, 10A8500) — 13 декабря 2012 года. Для iPhone 5 и iPad mini. Исправляет ошибку c Wi-Fi.
- 6.1 (10B141, 10B142, 10B143, 10B144) — 24 января 2013 года. Добавлена поддержка новых LTE-сетей, а также подписчики iTunes Match теперь смогут загружать из iCloud песни по отдельности, редизайн Passbook, в первоначальной настройке устройства надо активировать FaceTime и iMessage, большая кнопка «отчёт о проблеме» в картах Apple. Новый плеер на экране блокировки.
- 6.1.1 (10B145) — 8 февраля 2013 года. Только для iPhone 4S. В данном обновлении исправлена ошибка, которая могла влиять на производительность и надёжность работы iPhone 4S в сотовых сетях 3G.
- 6.1.2 (10B146) — 16 февраля 2013 года. Исправлена ошибка в Exchange, которая приводила к повышенному потреблению трафика, а также уменьшению времени работы батареи.
- 6.1.3 (10B329) — 13 марта 2013 года. Добавлены 3D и Flyover для карт Японии. Закрыты эксплойты для непривязанного джейлбрейка iOS 6.0—6.1.2. Исправлен баг с медленной закачкой из App Store на iPhone 5.
- 6.1.4 (10B350) — 27 апреля 2013 года. Только для iPhone 5. Обновление профиля аудио для устройства громкой связи телефона.
- 6.1.5 (10B400) — 15 ноября 2013 года. Только для iPod touch 4G. Исправление ошибок с FaceTime.
- 6.1.6 (10B500) — 21 февраля 2014 года. Только для iPhone 3GS и iPod touch 4G (для обоих это последняя версия). Исправление нескольких ошибок.